# Gavieira

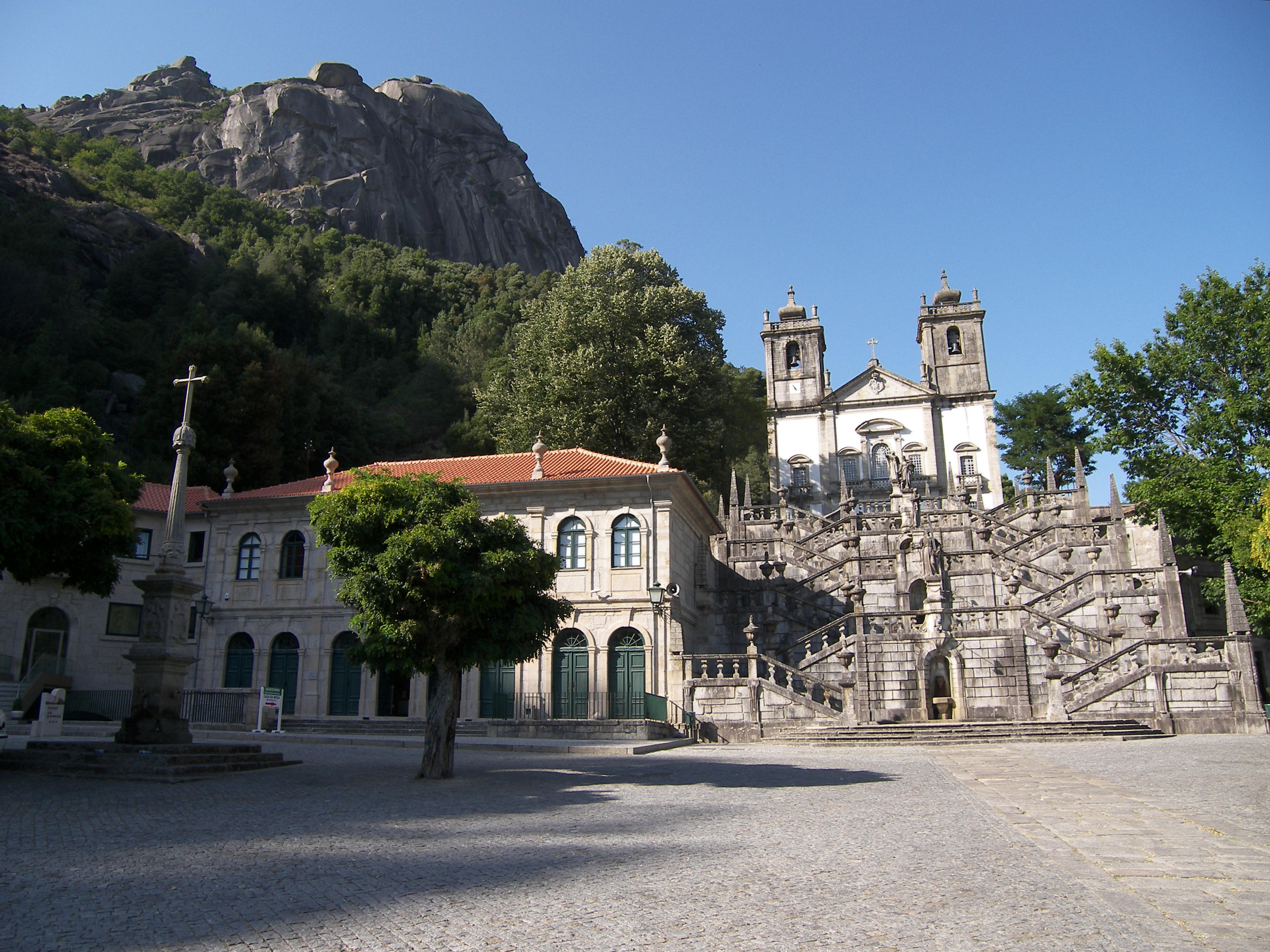
Kirche Santuário de Nossa Senhora da Peneda in Gavieira

Gavieira ist eine Gemeinde (Freguesia) im nordportugiesischen Kreis (port.: Município) Arcos de Valdevez. In ihr leben 258 Einwohner (Stand 19. April 2021).